# Hypostomus hemicochliodon
Hypostomus hemicochliodon är en fiskart som beskrevs av Jonathan W. Armbruster 2003. Hypostomus hemicochliodon ingår i släktet Hypostomus och familjen Loricariidae. Inga underarter finns listade i Catalogue of Life.